# Al Franken
Pour les articles homonymes, voir Franken (homonymie).
Alan Stuart Franken dit Al Franken, né le 21 mai 1951 à New York, est un comédien, écrivain, polémiste, humoriste et homme politique américain.
Connu pour ses opinions progressistes le situant à la gauche du Parti démocrate, il est candidat pour ce dernier au Sénat des États-Unis dans le Minnesota. Bien que donné battu de 336 voix par le sénateur républicain sortant Norm Coleman, il s'impose le 5 janvier 2009 à la suite d'un très long recomptage qui lui donne une avance de seulement 225 voix sur un total de près de trois millions. Coleman conteste ces résultats devant les tribunaux jusqu'à ce que la Cour suprême du Minnesota le 30 juin 2009 déclare Franken vainqueur de l'élection. Il prête serment comme sénateur le 7 juillet et non le 3 janvier comme initialement prévu.
Al Franken atteint auparavant la notoriété grâce à ses performances dans l'émission Saturday Night Live. Il se concentre par la suite davantage vers une carrière de commentateur politique engagé, notamment dans l'émission The Al Franken Show sur Air America Radio.
En novembre 2017, il est accusé d'agression et de harcèlement sexuels. Il démissionne du Sénat début janvier 2018.

## Biographie
Al Franken est né dans une famille juive de New York. Il grandit dans une banlieue de Minneapolis dans le Minnesota. Il est diplômé en latin du collège d'Harvard.
Marié, il a une fille et un fils.

### Carrière dans les médias
Remarqué pour ses talents de comédien et de scénariste dès le lycée, il commence sa carrière professionnelle en 1975 en étant recruté pour rédiger les sketches humoristiques du Saturday Night Live (SNL). Il devient rapidement l'un des acteurs et humoristes de l'émission qu'il quitte en 1980.
De 1985 à 1995, il écrit de nouveau pour SNL et participe plus sporadiquement à l'émission en tant qu'acteur.
Il écrit surtout des livres, politiquement très engagé contre les conservateurs. L'un d'eux s'en prend nommément à Rush Limbaugh (Rush Limbaugh Is a Big Fat Idiot and Other Observations, en français Rush Limbaugh Est un Gros Idiot et d'Autres Remarques) et coécrit des scénarios de film, dont Pour l'amour d'une femme en 1994. À partir de 2005, il participe au Huffington Post.
De 2004 à 2007, Al Franken anime un débat télévisé quotidien de 3 heures sur Air America Radio dont il devient l'un des symboles. Son show est alors censé être le pendant de gauche de celui du conservateur Bill O'Reilly à qui il s'en prend avec Fox News dans ses livres. Il s'agit, selon Franken, de lutter contre la « désinformation distillée par les médias et éditorialistes de droite ». À l'origine, le but de Al Franken est d'empêcher la réélection de George W. Bush lors de l'élection présidentielle américaine de 2004.
En 2005, Al Franken est condamné à payer une amende de 25 000 dollars pour ne pas avoir payé l'assurance des employés de sa société, Al Franken Inc.
Très impliqué en politique, Franken met un terme à son émission le 14 février 2007, et annonce sa candidature au Sénat des États-Unis pour l'État du Minnesota, défiant Norm Coleman, qui avait succédé à son ami Paul Wellstone. Après s'être imposé dans les primaires démocrates, il mène une campagne électorale face au républicain Coleman et au candidat indépendant Dean Barkley.
Lors de l'élection présidentielle de 2008, Franken conseille SNL pour un sketch ridiculisant le candidat républicain à l'élection présidentielle John McCain, provoquant des commentaires aigre-doux des commentateurs politiques sur la confusion des genres.

### Sénateur des États-Unis
Le 18 novembre 2008, les résultats donnent 215 votes d'avance à Norm Coleman sur Franken. Compte tenu du très faible écart, l’État procède alors à plusieurs recomptages des voix qui donneront alternativement Franken ou Coleman en tête. Courant décembre, les responsables de la campagne du sénateur républicain déposent un recours devant la Cour suprême du Minnesota qui sera rejeté le 18 décembre. Le 3 janvier 2009, le mandat de Coleman arrive à son terme, et le 5 janvier suivant, Al Franken est déclaré vainqueur du recomptage par 225 voix sur un total de près de trois millions. Le jour suivant, Coleman dépose un autre recours visant à l'annulation du recomptage ; le poste de sénateur du Minnesota est donc laissé vacant jusqu'à la décision de la Cour suprême du Minnesota fin janvier, décision qui doit ensuite être certifiée par le gouverneur Tim Pawlenty et le secrétaire d’État du Minnesota.
Le 1er avril, Al Franken est déclaré vainqueur par 312 voix et un panel de trois juges à l'unanimité ; toutefois, son adversaire républicain fait une nouvelle fois appel de la décision.
Le 30 juin, Franken est officiellement déclaré vainqueur par la Cour suprême du Minnesota avec une avance de seulement 312 voix sur un total de 2,9 millions (1212629 contre 1212317 pour Coleman). Son adversaire républicain accepte enfin sa défaite.
Al Franken a donc prêté serment comme sénateur des États-Unis le 7 juillet 2009 et n'a pu lancer la procédure de destitution de George W. Bush. Il siégea dans le comité judiciaire, l'un des plus importants du Sénat.
Il Franken annonce qu'il va démissionner à la suite d'accusations d'agression et de harcélement sexuel. Il quitte l'institution le 2 janvier 2018.

## Affaires judiciaires

### Accusation d'agression et de harcèlement sexuel
En novembre 2017, à la suite de l'affaire Harvey Weinstein, il est accusé par la présentatrice radio et mannequin Leeann Tweeden d'agression et de harcèlement sexuel. Il présente des excuses le 16 novembre. 
Le 20 novembre 2017, la presse annonce qu'une autre femme, Lindsay Menz, accuse Franken de faits semblables,. Donald Trump rejoint ces accusations en le surnommant « Al Frankeinstein ». 
Après de nouveaux signalements, Kirsten Gillibrand est la première sénatrice démocrate à demander la démission de Franken le 6 décembre 2017. À la fin de la journée, plus de la moitié des sénateurs du groupe démocrate lui demandent de renoncer à son mandat. Le lendemain, Franken annonce qu'il va démissionner. Il quitte l'institution le 2 janvier 2018.
Al Franken déclare ultérieurement qu'il regrette avoir démissionné, en reconnaissant un comportement dérangeant mais dont les accusations seraient exagérées et mensongères. Il reproche le fait d'avoir été poussé vers la sortie sans un jugement équitable, ce que certains de ses anciens collègues démocrates pensent également.

## Positionnement politique

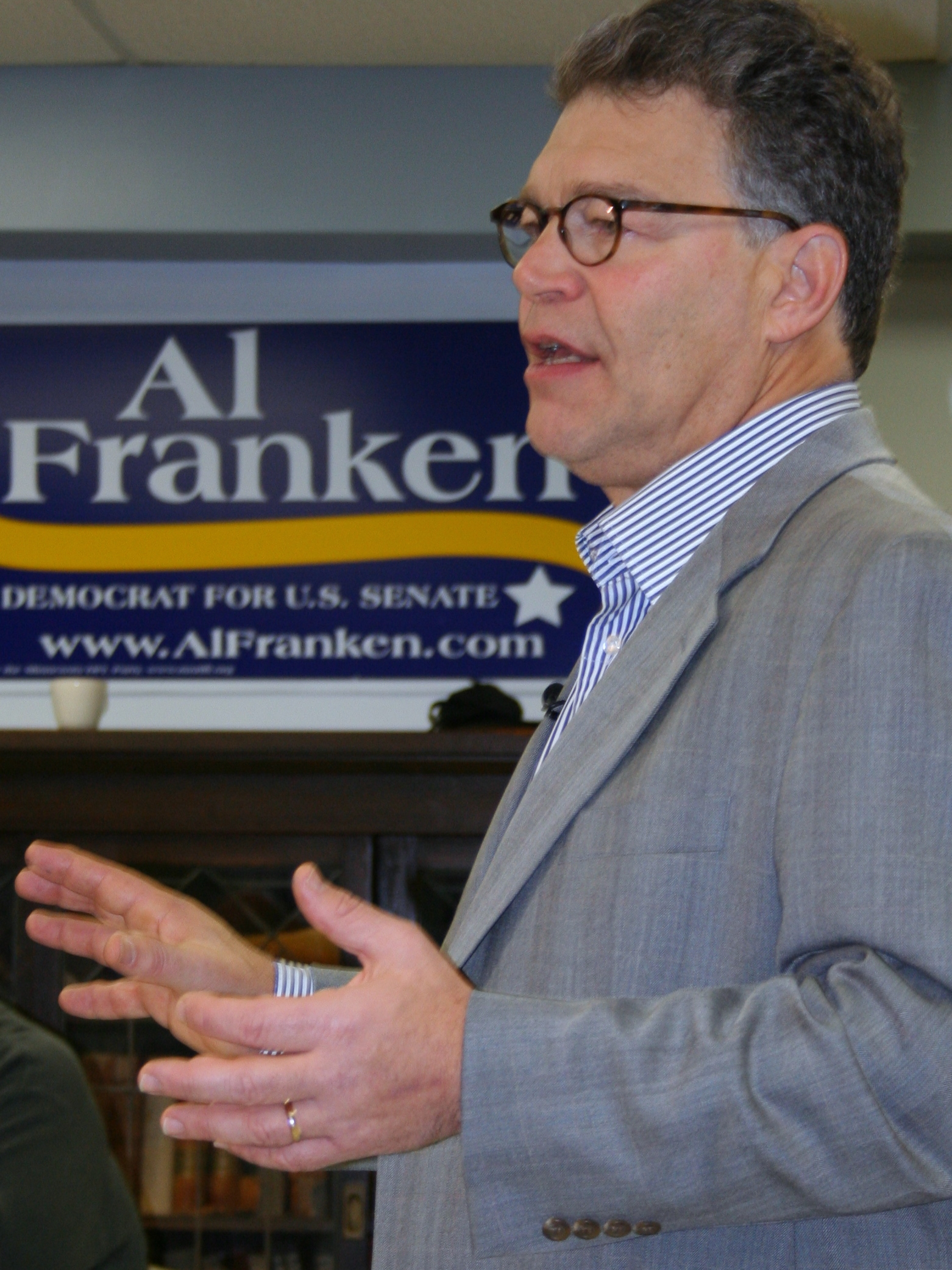
Franken lors de sa campagne pour le Sénat fédéral.

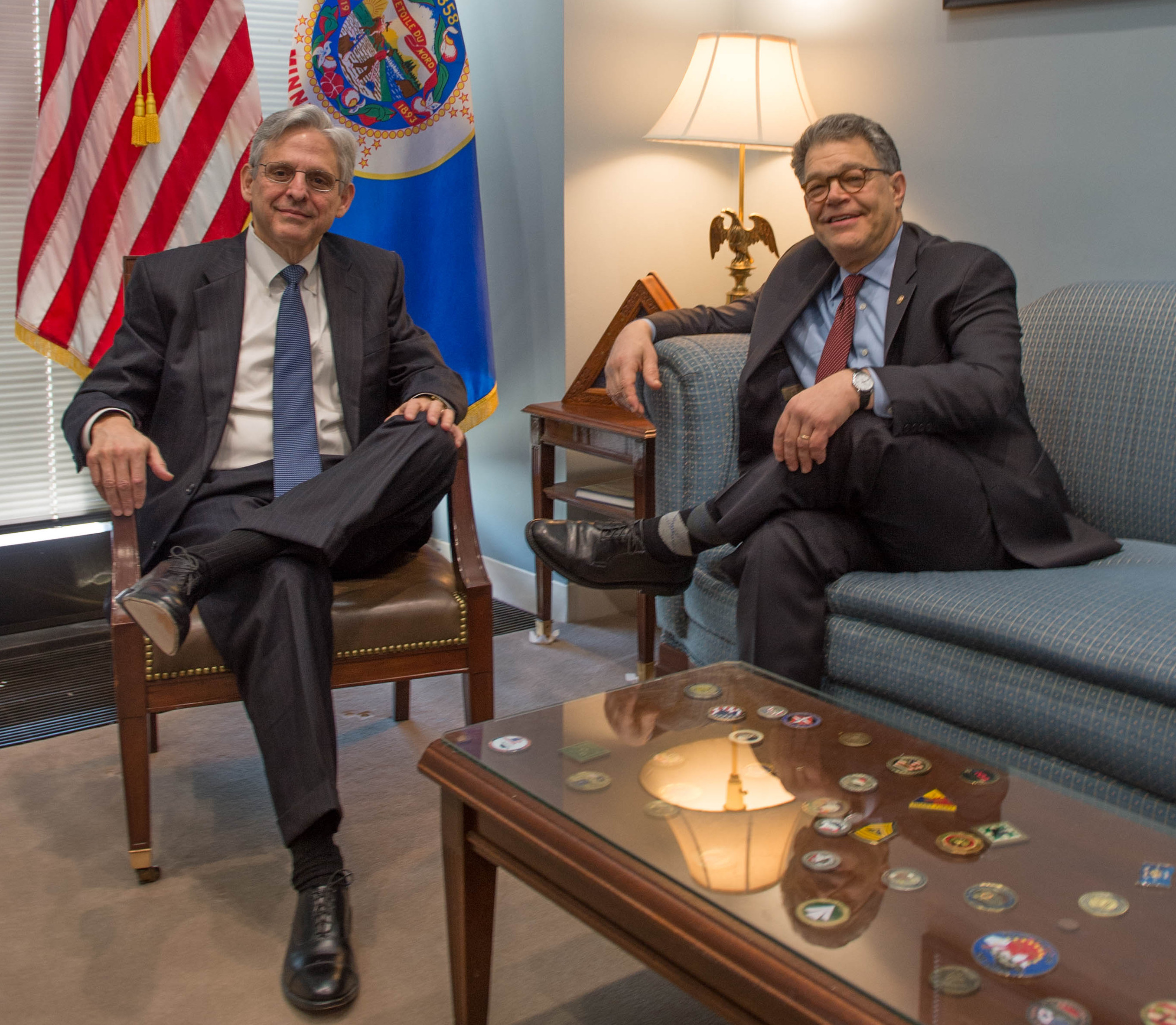
Le sénateur Franken et le juge Merrick Garland, en 2016.

Au vu des livres publiés par Al Franken, ses positions politiques en matière sociétale marquent un engagement clairement très à gauche du spectre politique américain. Il soutient le droit à l'avortement, le contrôle des armes à feu, le mariage homosexuel, une assurance maladie universelle obligatoire pour les enfants, les lois de protection environnementale ainsi qu'un système de TVA progressif.
Par le passé, Al Franken a d'abord été un partisan du renversement de Saddam Hussein et de la guerre d'Irak avant de se raviser puis de se prononcer contre le renforcement des troupes militaires en 2007.
En 2004, il soutenait la candidature d'Howard Dean durant les élections primaires démocrates.
Il a indiqué que s'il était élu au Sénat, il profiterait des trois premières semaines de janvier pour avoir le plaisir de demander l'impeachment de George W. Bush, juste avant que son mandat ne prenne fin au 20 janvier 2009.

## Ouvrages
- I'm Good Enough, I'm Smart Enough, and Doggone It, People Like Me!: Daily Affirmations with Stuart Smalley (Dell Books, 1992)  (ISBN 978-0-440-50470-2)
- Rush Limbaugh Is a Big Fat Idiot and Other Observations (Delacorte Press, 1996)  (ISBN 978-0-385-31474-9)
- Why Not Me? (Delacorte Press, 1999) a parody-journal of the fictional “Franken campaign” for President  (ISBN 978-0-385-31809-9)
- Oh, the Things I Know! A Guide to Success, or Failing That, Happiness (Plume Books, 2003)  (ISBN 978-0-452-28450-0)
- Lies and the Lying Liars Who Tell Them|Lies and the Lying Liars Who Tell Them: A Fair and Balanced Look at the Right (Dutton Books, 2003)  (ISBN 978-0-525-94764-6)
- The Truth (with jokes) (Dutton Books, 2005)  (ISBN 978-0-525-94906-0)

### Sur CD
- Best democracy money can buy: the truth about corporate cons, globalization, and high-finance fraudsters, avec Greg Palast (2004)
- The O'Franken Factor Factor - The Best of the O'Franken Factor
- The Al Franken Show Party Album

Grammy Awards
| Année | Travail nommé          | Catégorie            | Résultat   |
| ----- | ---------------------- | -------------------- | ---------- |
| 2007  | The Truth (With Jokes) | Meilleur album parlé | Nomination |

## Filmographie
- 1976 : Tunnel Vision
- 1978 : All You Need Is Cash (The Rutles)
- 1983 : Un fauteuil pour deux (Trading Places) de John Landis
- 1986 : One More Saturday Night de Dennis Klein
- 1994 : Pour l'amour d'une femme (When a Man Loves a Woman) de Luis Mandoki (scénariste)[11]
- 1995 : Stuart sauve sa famille (Stuart Saves His Family) de Harold Ramis
- 1998 : De la Terre à la Lune (From the Earth to the Moon) (mini-série)
- 2001 : Harvard Story (Harvard Man) de James Toback
- 2004 : Outfoxed: Rupert Murdoch's War on Journalism
- 2004 : Un crime dans la tête (The Manchurian Candidate) de Jonathan Demme
- 2004 : Indian Point: Imagining the Unimaginable
- 2004 : Tanner on Tanner
- 2006 : Al Franken: God Spoke